# Runarsko
Runarsko je naselje v Občini Bloke.

## Prebivalstvo
Etnična sestava 1991:
- Slovenci: 48 (98 %)
- Muslimani: 1 (2 %)